# Seznam bitk ameriške vojne za neodvisnost
To je seznam vojaških akcij v ameriški osamosvojitveni vojni. Akcije, označene z zvezdico, niso zahtevale žrtev. (Seznam ne vsebuje vseh bitk in spopadov, več jih je zajetih v opisih kampanj).
Glavne vojne kampanje:
- Bostonska kampanja
- Invazija na Quebec
- Nova Škotska med ameriško revolucijo
- Newyorška in newjerseyjska kampanja
- Saratoška kampanja
- Severna fronta po saratoški kampanji
- Zahodna fronta med ameriško revolucijo
- Filadelfijska kampanja
- Južna fronta med ameriško revolucijo
- Španska kampanja v Zahodni Floridi
- Yorktownska kampanja
- Pomorske bitke med ameriško revolucijo
- Kampanja v Zahodni Indiji ali Antilih

## Bitke (kronološko)
| Bitka                                   | Datum                                  | Lokacija                                       | Izid | Ref    |
| --------------------------------------- | -------------------------------------- | ---------------------------------------------- | --- | ------ |
| Smodniški alarm*                        | september 1, 1774                      | Massachusetts                                  | Britanski vojaki odstranijo vojaške zaloge | [ 1 ]  |
| Napad na Fort William and Mary*         | december 14, 1774                      | New Hampshire                                  | Ameriški uporniki po kratkem spopadu zasežejo smodnik in strelivo. | [ 2 ]  |
| Bitka pri Lexingtonu in Concordu        | april 19, 1775                         | Massachusetts                                  | Zmaga ameriških upornikov: Britanske sile, ki so napadle Concord, so bile z velikimi izgubami potisnjene nazaj v Boston. | [ 3 ]  |
| Bitka pri Meriam's Corner               | april 19, 1775                         | Massachusetts                                  | Ameriška zmaga. Patrioti napadejo in povzročijo žrtve Britancem, ko se ti umikajo iz Concorda. |        |
| Obleganje Bostona                       | april 19, 1775 – March 17, 1776        | Massachusetts                                  | Ameriška zmaga: Britanci sčasoma evakuirajo Boston, potem ko Američani utrdijo višine Dorchesterja | [ 4 ]  |
| Smodniški incident*                     | april 20, 1775                         | Virginia                                       | Guverner Virginije Lord Dunmore odstrani smodnik na ladjo Kraljeve mornarice, zastoj z ameriškimi uporniki je rešen mirno | [ 1 ]  |
| New York Armory napad*                  | april 23, 1775                         | New York                                       | Ameriška zmaga: Sons of Liberty zajamejo muškete, bajonete in nabojnike iz orožarne v mestni hiši |        |
| Zajetje Fort Ticonderoga                | maj 10, 1775                           | New York                                       | Velika ameriška zmaga, zajetje britanskih postojank pri Ticonderogi in Crown Pointu | [ 5 ]  |
| Bitka pri Chelsea Creeku                | May 27–28, 1775                        | Massachusetts                                  | Ameriška zmaga - zajetje britanske ladje Diana | [ 6 ]  |
| Bitka pri Machiasu                      | June 11–12, 1775                       | Massachusetts (današnji Maine)                 | Ameriške sile zajamejo škuner HM Margaretta |        |
| Bitka pri Bunker Hillu                  | junij 17, 1775                         | Massachusetts                                  | Britanska zmaga: Britanci potisnejo ameriške sile s polotoka Charlestown blizu Bostona, vendar utrpijo velike izgube | [ 7 ]  |
| Zavzetje skladišča Turtle Bay*          | julij 20, 1775                         | New York                                       | Ameriška zmaga: Sons of Liberty zajamejo skladišče in orožarno | [ 8 ]  |
| Bitka pri Gloucesterju (1775)           | 8. avgust 1775                         | Massachusetts                                  | Ameriška zmaga | [ 9 ]  |
| Napad na baterijo                       | 23. avgust 1775                        | New York                                       | Ameriška zmaga: 23 kraljevih topov iz The Battery (Manhattan) je bilo zajetih pod ognjem HMS Asia z morja | [ 10 ] |
| Obleganje Fort St. Jean                 | 17. september – 3. november 1775       | Quebec                                         | Ameriška zmaga - zajetje britanskih sil in kasnejši prevzem Montreala in večjega dela Quebeca | [ 11 ] |
| Bitka pri Longue-Pointe                 | 25. september 1775                     | Quebec                                         | Britanska zmaga | [ 12 ] |
| Požig Falmoutha                         | 18. oktober 1775                       | Massachusetts                                  | Britanci požgejo Falmouth | [ 13 ] |
| Bitka pri Kemp's Landingu               | 14. november 1775                      | Virginia                                       | Britanska zmaga | [ 14 ] |
| Obleganje Savage's Old Fields           | 19. november 177519.–21. november 1775 | Južna Karolina                                 | Zmaga ameriških upornikov - poraz britanskih lojalističnih sil | [ 15 ] |
| Bitka pri Great Bridge                  | 9. december 1775                       | Virginia                                       | Ameriška zmaga: lojalistične sile lorda Dunmoreja so poražene | [ 16 ] |
| Snežna kampanja                         | December 1775                          | Južna Karolina                                 | Zmaga ameriških upornikov; kampanja proti lojalistom v Južni Karolini | [ 15 ] |
| Bitka pri Great Cane Brake              | 22. december 1775                      | Južna Karolina                                 | Ameriška zmaga | [ 17 ] |
| Bitka pri Quebecu (1775)                | 31. december 1775                      | Quebec                                         | Britanska zmaga: Britanci odbijejo ameriški napad na mesto Quebec | [ 18 ] |
| Požig Norfolka                          | 1. januar 1776                         | Virginia                                       | Britanci bombardirajo Norfolk; Američani uničijo tisto, kar vidijo kot lojalistično trdnjavo | [ 19 ] |
| Bitka pri mostu Moore's Creek           | februar 27, 1776                       | Severna Karolina                               | Ameriška zmaga: lojalistične sile regulatorjev in višavcev poražene | [ 20 ] |
| Bitka pri riževih čolnih                | March 2–3, 1776                        | Georgia                                        | Britanska zmaga | [ 21 ] |
| Napad na Nassau                         | March 3–4, 1776                        | Bahami                                         | Ameriška zmaga. Napadli so Bahame, da bi pridobili zaloge | [ 22 ] |
| Bitka pri Saint-Pierru                  | marec 25, 1776                         | Quebec                                         | Ameriška zmaga | [ 23 ] |
| Bitka pri Block Islandu                 | april 6, 1776                          | Rhode Island                                   | Britanska zmaga | [ 24 ] |
| Bitka pri Cedars                        | May 18–27, 1776                        | Quebec                                         | Britanska zmaga | [ 25 ] |
| Bitka pri Trois-Rivières                | junij 8, 1776                          | Quebec                                         | Britanska zmaga: Američani prisiljeni evakuirati Quebec | [ 26 ] |
| Bitka pri Sullivanovem otoku            | junij 28, 1776                         | Južna Karolina                                 | Ameriška zmaga: Britanski napad na Charleston je odbit | [ 27 ] |
| Bitka pri Turtle Gut Inlet              | junij 29, 1776                         | New Jersey                                     | Ameriška zmaga | [ 28 ] |
| Bitka pri otoku Gwynn                   | 8.–10. julij, 1776                     | Virginija                                      | Ameriška zmaga | [ 29 ] |
| Bitka pri Lindleyjevi trdnjavi          | 15 julij 1776                          | Južna Karolina                                 | Ameriška zmaga: napad domorodcev odbit | [ 30 ] |
| Bitka pri Long Islandu                  | 27 avgust 1776                         | New York                                       | Britanska zmaga: v največji bitki vojne je ameriška vojska George Washington obkoljena in poražena na Long Islandu, vendar se ji kasneje uspe evakuirati na Manhattan                                                                                  |        |
| Pristanek v Kip's Bayu                  | 15 september 1776                      | New York                                       | Britanska zmaga: Britanci zavzamejo New York City in ga držijo do konca vojne |        |
| Bitka pri Harlem Heights                | 16 september 1776                      | New York                                       | Ameriška zmaga: Američani odbijejo britanski napad na Manhattan |        |
| Bitka pri reki Coweecho                 | 19 september 1776                      | Severna Karolina                               | Ameriška zmaga |        |
| Bitka pri otoku Valcour                 | 11 oktober 1776                        | New York                                       | Britanska zmaga: Britanci premagajo ameriške pomorske sile na jezeru Champlain, vendar zmaga pride prepozno, da bi nadaljevali ofenzivo proti dolini Hudson                                                                                            |        |
| Bitka za Pell's Point                   | 18. oktober 1776                       | New York                                       | Britanska zmaga |        |
| Bitka pri Mamaronecku                   | 22. oktober 1776                       | New York                                       | Britanska taktična zmaga |        |
| Bitka pri White Plains                  | 28 oktober 1776                        | New York                                       | Britanska zmaga |        |
| Bitka pri Fort Cumberlandu              | 10.–29. november 1776                  | Nova Škotska                                   | Britanska zmaga |        |
| Bitka pri Fort Washingtonu              | 16 november 1776                       | New York                                       | Britanska zmaga: Britanci zajamejo 3.000 Američanov na Manhattanu v enem najhujših porazov kontinentalne vojske v vojni |        |
| Bitka za Fort Lee                       | 20 november 1776                       | New Jersey                                     | Britanska zmaga: Američani začnejo splošni umik |        |
| Zaseda Gearyja                          | 14 december 1776                       | New Jersey                                     | Ameriška zmaga |        |
| Bitka pri Iron Works Hill               | 22.–23. december 1776                  | New Jersey                                     | Britanska zmaga |        |
| Bitka pri Trentonu                      | 26 december 1776                       | New Jersey                                     | Ameriška zmaga: Američani zajamejo hesenski oddelek v Trentonu |        |
| Bitka pri Assunpink Creeku              | 2 januar 1777                          | New Jersey                                     | Ameriška zmaga |        |
| Bitka pri Princetonu                    | 3 januar 1777                          | New Jersey                                     | Ameriška zmaga: Američani premagajo majhne britanske sile, Britanci se odločijo evakuirati New Jersey |        |
| Bitka pri Millstone                     | 20 januar 1777                         | New Jersey                                     | Ameriška zmaga |        |
| Vojna za živež                          | januar–marec 1777                      | New Jersey                                     | Američani nadlegujejo preostale britanske sile v New Jerseyju |        |
| Bitka pri Punk Hillu                    | 8 marec 1777                           | New Jersey                                     | Ameriška zmaga |        |
| Bitka pri Bound Brook                   | 13 april 1777                          | New Jersey                                     | Britanska zmaga |        |
| Bitka pri Ridgefieldu                   | 27 april 1777                          | Connecticut                                    | Britanska zmaga |        |
| Bitka pri Thomas Creeku                 | 17 maj 1777                            | Vzhodna Florida                                | Britanska zmaga |        |
| Meigsov napad                           | 24 maj 1777                            | New York                                       | Ameriška zmaga |        |
| Bitka pri Short Hills                   | 26 junij 1777                          | New Jersey                                     | Britanska zmaga |        |
| Obleganje Fort Ticonderoge              | 5.–6. julij 1777                       | New York                                       | Britanska zmaga |        |
| Bitka pri Hubbardtonu                   | 7 julij 1777                           | Vermont                                        | Britanska zmaga |        |
| Bitka pri Fort Anne                     | 8 julij 1777                           | New York                                       | Britanska zmaga |        |
| Obleganje Fort Stanwixa                 | 2.–23. avgust 1777                     | New York                                       | Ameriška zmaga: Britancem ne uspe zavzeti Fort Stanwixa |        |
| Bitka pri Oriskanyju                    | 6 avgust 1777                          | New York                                       | Britanska zmaga |        |
| Druga bitka pri Machiasu                | 13.–14. avgust 1777                    | Massachusetts (današnji Maine)                 | Britanska zmaga |        |
| Bitka pri Benningtonu                   | 16 avgust 1777                         | New York                                       | Ameriška zmaga |        |
| Bitka pri Staten Island                 | 22 avgust 1777                         | New York                                       | Britanska zmaga |        |
| Bitka pri Setauketu                     | 22 avgust 1777                         | New York                                       | Britanska zmaga |        |
| Prvo obleganje Fort Henryja             | 1. ali 21. september 1777              | Virginia                                       | Ameriška zmaga |        |
| Bitka pri Cooch's Bridge                | 3 september 1777                       | Delaware                                       | Britanska zmaga |        |
| Bitka pri Brandywinu                    | 11 september 1777                      | Pennsylvania                                   | Britanska zmaga |        |
| Bitka oblakov                           | 16 september 1777                      | Pennsylvania                                   | Bitka odpovedana zaradi dežja |        |
| 1. bitka pri Saratogi                   | 19 september 1777                      | New York                                       | Britanska taktična zmaga: Prva od dveh bitk pri Saratogi |        |
| Bitka pri Paoliju                       | 21 september 1777                      | Pennsylvania                                   | Britanska zmaga |        |
| Obleganje utrdbe Mifflin                | 26 september – 15. november 1777       | Pennsylvania                                   | Britanska zmaga |        |
| Bitka pri Germantownu                   | 4 oktober 1777                         | Pennsylvania                                   | Britanska zmaga |        |
| Bitka pri utrdbah Clinton in Montgomery | 6 oktober 1777                         | New York                                       | Britanska zmaga |        |
| 2. bitka pri Saratogi                   | 7 oktober 1777                         | New York                                       | Ameriška zmaga: Imenuje se tudi bitka pri Bemis Heights. Britanci pod Burgoynom so bili prisiljeni v umik in predajo 10 dni kasneje; ameriška zmaga je Franciji dokazala, da lahko Američani zmagajo; francosko-ameriška pogodba je sledila leta 1778. |        |
| Bitka pri Red Banku                     | 22 oktober 1777                        | New Jersey                                     | Ameriška zmaga |        |
| Bitka pri Gloucesterju (1777)           | 25 november 1777                       | New Jersey                                     | Ameriška zmaga |        |
| Bitka pri White Marsh                   | 5.–8. december 1777                    | Pennsylvania                                   | Ameriška zmaga |        |
| Bitka pri Matson's Fordu                | 11 december 1777                       | Pennsylvania                                   | Britanska zmaga |        |
| Bitka pri Barbadosu                     | 7 marec 1778                           | Barbados                                       | Britanska zmaga |        |
| Bitka pri Quinton's Bridgeu             | 18 marec 1778                          | New Jersey                                     | Britanska zmaga |        |
| Pomorski dvoboj v Severnem prelivu      | 24 april 1778                          | Velika Britanija                               | Ameriška zmaga |        |
| Bitka pri Crooked Billet                | 1 maj 1778                             | Pennsylvania                                   | Britanska zmaga |        |
| Bitka pri Barren Hill                   | 20 maj 1778                            | Pennsylvania                                   | Neodločeno |        |
| Napadi v zalivu Mount Hope              | 25.–30. maj 1778                       | Rhode Island                                   | Britanska zmaga |        |
| Bitka pri Cobleskillu                   | 30 maj 1778                            | New York                                       | Britansko-irokeška zmaga |        |
| Bitka pri Monmouthu                     | 28 junij 1778                          | New Jersey                                     | Neodločeno: Britanci prekinejo spopad in nadaljujejo umik v New York |        |
| Bitka pri Alligator Creek Bridge        | 30 junij 1778                          | Vzhodna Florida                                | Britanska zmaga |        |
| Bitka pri Wyomingu                      | 3 julij 1778                           | Pennsylvania                                   | Britansko-irokeška zmaga |        |
| Prva bitka pri Ushantu                  | 27 julij 1778                          | Biskajski zaliv                                | Neodločeno |        |
| Bitka pri Newportu                      | 29 avgust 1778                         | Rhode Island                                   | Britanska zmaga |        |
| Greyjev napad                           | 5.–17. september 1778                  | Massachusetts                                  | Britanska zmaga |        |
| Invazija na Dominiko                    | 7 september 1778                       | Dominika                                       | Francoska zmaga |        |
| Obleganje Boonesborougha                | 7 september 1778                       | Virginia                                       | Ameriška zmaga |        |
| Napad na German Flatts                  | 17 september 1778                      | New York                                       | Britansko-irokeška zmaga |        |
| Baylorjev pokol                         | 27 september 1778                      | New Jersey                                     | Britanska zmaga |        |
| Bitka pri Edgar's Lane                  | 30. september,1778                     | New York                                       | Ameriška zmaga |        |
| Napad na Unadillo in Onaquago           | 2.–16. oktober 1778                    | Indijanski rezervat                            | Ameriška zmaga |        |
| Bitka pri Chestnut Necku                | 6. oktober 1778                        | New Jersey                                     | Britanska zmaga |        |
| Afera pri Little Egg Harbor             | 16. oktober 1778                       | New Jersey                                     | Britanska zmaga |        |
| Carletonov napad                        | 24. oktober–14. november 1778          | Vermont                                        | Britanska zmaga |        |
| Pokol v Cherry Valley                   | 11. november 1778                      | New York                                       | Britansko-irokeška zmaga |        |
| Akcija 12. decembra 1779                | 15. december 1778                      | Honduras                                       | Britanska zmaga |        |
| Zavzetje Svete Lucije                   | 18. december 1778–28. december 1778    | Sveta Lucija                                   | Britanska zmaga |        |
| Zavzetje Savannah                       | 29. december 1778                      | Georgia                                        | Britanska zmaga |        |
| Bitka pri Beaufortu                     | 3. februar 1779                        | Južna Karolina                                 | Ameriška zmaga |        |
| Bitka pri Kettle Creeku                 | 14. februar 1779                       | Georgia                                        | Ameriška zmaga |        |
| Obleganje utrdbe Vincennes              | 23. februar–25. februar 1779           | Indiana                                        | Ameriška zmaga |        |
| Bitka pri Brier Creeku                  | 3. marec 1779                          | Georgia                                        | Britanska zmaga |        |
| Bitka pri Chillicothe                   | maj 1779                               | Quebec                                         | Ameriška zmaga |        |
| Napad na Chesapeake                     | 10. maj–24. maj 1779                   | Virginija                                      | Britanska zmaga |        |
| Zavzetje Saint Vincenta                 | 16. junij–18. junij 1779               | St. Vincent                                    | Francoska zmaga |        |
| Bitka pri Stono Ferry                   | 20. junij 1779                         | Južna Karolina                                 | Britanska zmaga |        |
| Veliko obleganje Gibraltarja            | 24. junij 1779 – 7. februar 1783       | Gibraltar                                      | Britanska zmaga |        |
| Zavzetje Grenade                        | 2. julij 1779                          | Grenada                                        | Francoska zmaga |        |
| Tryonov napad                           | 5. julij–14. julij 1779                | Connecticut                                    | Britanska zmaga |        |
| Bitka pri Grenadi                       | 6. julij 1779                          | Grenada                                        | Francoska zmaga |        |
| Bitka pri Stony Point                   | 16. julij 1779                         | New York                                       | Ameriška zmaga |        |
| Bitka pri Minisinku                     | 22. julij 1779                         | New York                                       | Britansko-irokeška zmaga |        |
| Ekspedicija Penobscot                   | 24. julij–29. avgust 1779              | Massachusetts                                  | Britanska zmaga |        |
| Bitka pri Paulus Hook                   | 19. avgust 1779                        | New Jersey                                     | Ameriška zmaga |        |
| Bitka pri Newtownu                      | 29. avgust 1779                        | Indijanski rezervat                            | Ameriška zmaga |        |
| Zavzetje Fort Bute                      | 7. september 1779                      | Zahodna Florida                                | Ameriško-španska zmaga |        |
| Bitka pri jezeru Pontchartrain          | 10. september 1779                     | Zahodna Florida                                | Ameriška zmaga |        |
| Zaseda Boyda in Parkerja                | 13. september 1779                     | Indijanski rezervat                            | Britansko-irokeška zmaga |        |
| Akcija 14. septembra 1779               | 14. september 1779                     | Azori                                          | Britanska zmaga |        |
| Obleganje Savannah                      | 16. september–18. oktober 1779         | Georgia                                        | Britanska zmaga |        |
| Bitka pri Baton Rougeu                  | 20. september–21. september 1779       | Zahodna Florida                                | Ameriško-španska zmaga |        |
| Bitka pri Flamborough Head              | 23. september 1779                     | Velika Britanija                               | Ameriška zmaga |        |
| Akcija 6. oktobra 1779                  | 6. oktober 1779                        | Francija                                       | Francoska zmaga |        |
| Bitka pri San Fernando de Omoa          | 16. oktober–29. november 1779          | Gvatemala                                      | Britanska zmaga |        |
| Akcija 11. novembra 1779                | 11. november 1779                      | Portugalska                                    | Britanska zmaga |        |
| Akcija 20. novembra 1779                | 20. november 1779                      | Portugalska                                    | Britanska zmaga |        |
| Prva bitka pri Martiniku                | 18. december 1779                      | Martinik                                       | Britanska zmaga |        |
| Akcija 8. januarja 1780                 | 8. januar 1780                         | Španija                                        | Britanska zmaga |        |
| Bitka pri rtu St. Vincent               | 16. januar 1780                        | Portugalska                                    | Britanska zmaga |        |
| Bitka pri Youngovi hiši                 | 3. februar 1780                        | New York                                       | Britanska zmaga |        |
| Bitka pri Van Creeku                    | 11. februar 1780                       | Georgia                                        | Zmaga lojalistov |        |
| Ekspedicija San Juan                    | marec–november, 1780                   | Gvatemala                                      | Ameriško-španska zmaga |        |
| Bitka pri Fort Charlotte                | March 2–14, 1780                       | Zahodna Florida                                | Ameriško-španska zmaga |        |
| Obleganje Charlestona                   | March 29-May 12, 1780                  | Južna Karolina                                 | Britanska zmaga: Britanci ponovno zavzamejo Južno Karolino po bitki |        |
| Bitka pri Monck's Corner                | april 14, 1780                         | Južna Karolina                                 | Britanska zmaga |        |
| Druga bitka pri Martiniku               | april 17, 1780                         | Martinik                                       | Ameriška zmaga |        |
| Bitka pri Lenud's Ferry                 | maj 6, 1780                            | Južna Karolina                                 | Britanska zmaga |        |
| Birdova invazija na Kentucky            | Maj 25-August 4, 1780                  | Virginija                                      | Britanska zmaga |        |
| Bitka pri St. Louisu                    | maj 25, 1780                           | Louisiana (Nova Španija) - (današnji Missouri) | Patriotsko - španska zmaga |        |
| Bitka pri Waxhaws                       | maj 29, 1780                           | Južna Karolina                                 | Britanska zmaga |        |
| Bitka pri Connecticut Farms             | junij 7, 1780                          | New Jersey                                     | Britanska zmaga |        |
| Bitka pri Mobley's Meeting House        | June 10–12, 1780                       | Južna Karolina                                 | Ameriška zmaga |        |
| Bitka pri Ramsour's Mill                | junij 20, 1780                         | Severna Karolina                               | Ameriška zmaga |        |
| Bitka pri Springfieldu                  | junij 23, 1780                         | New Jersey                                     | Ameriška zmaga |        |
| Huckov poraz                            | julij 12, 1780                         | Južna Karolina                                 | Ameriška zmaga |        |
| Bitka pri Bull's Ferry                  | Julij 20–21, 1780                      | New Jersey                                     | Lojalistična zmaga |        |
| Bitka pri Colson's Mill                 | julij 21, 1780                         | Severna Karolina                               | Ameriška zmaga |        |
| Bitka pri Rocky Mount                   | avgust 1, 1780                         | Južna Karolina                                 | Lojalistična zmaga |        |
| Bitka pri Hanging Rock                  | avgust 6, 1780                         | Južna Karolina                                 | Ameriška zmaga |        |
| Bitka pri Piqui                         | avgust 8, 1780                         | Ohio                                           | Ameriška zmaga |        |
| Akcija 9. avgusta 1780                  | avgust 9, 1780                         | Atlantik                                       | Francosko-španska zmaga |        |
| Akcija 10. avgusta 1780                 | Avgust 10, 1780                        | Francija                                       | Britanska zmaga |        |
| Akcija 13. avgusta 1780                 | Avgust 13, 1780                        | Irska                                          | Britanska zmaga |        |
| Bitka pri Camdenu                       | avgust 16, 1780                        | Južna Karolina                                 | Britanska zmaga |        |
| Bitka pri Fishing Creek                 | avgust 18, 1780                        | Južna Karolina                                 | Britanska zmaga |        |
| Bitka pri Musgrove Mill                 | avgust 18, 1780                        | Južna Karolina                                 | Ameriška zmaga |        |
| Bitka pri Black Mingo                   | avgust 28, 1780                        | Južna Karolina                                 | Ameriška zmaga |        |
| Bitka pri Wahab's Plantation            | september 20, 1780                     | Južna Karolina                                 | Ameriška zmaga |        |
| Bitka pri Charlotte                     | september 26, 1780                     | Severna Karolina                               | Britanska zmaga |        |
| Akcija 30. septembra 1780               | September 30, 1780                     | Bermuda                                        | Britanska zmaga |        |
| Bitka pri McIntyre Farm                 | oktober 3, 1780                        | Severna Karolina                               | Ameriška zmaga |        |
| Bitka pri Kings Mountain                | oktober 7, 1780                        | Južna Karolina                                 | Ameriška zmaga: ustavi prvo britansko invazijo na Severno Karolino |        |
| Bitka pri Shallow Ford                  | Oktober 14, 1780                       | Severna Karolina                               | Ameriška zmaga |        |
| Napad na Royalton                       | oktober 16, 1780                       | Vermont                                        | Britanska zmaga |        |
| Bitka pri Klock's Field                 | oktober 19, 1780                       | New York                                       | Ameriška zmaga |        |
| Bitka pri Tearcoat Swamp                | Oktober 25, 1780                       | Južna Karolina                                 | Ameriška zmaga |        |
| La Balmejev poraz                       | november 5, 1780                       | Ohio country                                   | Britansko-irokeška zmaga |        |
| Bitka pri Fishdam Fordu                 | november 9, 1780                       | Južna Karolina                                 | Ameriška zmaga |        |
| Bitka pri Blackstock's Farm             | november 20, 1780                      | Južna Karolina                                 | Ameriška zmaga |        |
| Bitka pri Fort St. George               | november 23, 1780                      | New York                                       | Ameriška zmaga |        |
| Napad na Richmond                       | januar 5-19, 1781                      | Jersey                                         | Britanska zmaga |        |
| Bitka pri Jerseyju                      | januar 6, 1781                         | Jersey                                         | Britanska zmaga |        |
| Bitka pri Mobile                        | januar 7, 1781                         | Zahodna Florida                                | Ameriško-španska zmaga |        |
| Bitka pri Cowpensu                      | 17 januar 1781                         | Južna Karolina                                 | Ameriška zmaga |        |
| Bitka pri Cowan's Fordu                 | 1 februar 1781                         | Severna Karolina                               | Britanska zmaga |        |
| Bitka pri Torrence's Tavern             | 2 februar 1781                         | Severna Karolina                               | Britanska zmaga |        |
| Zavzetje Sint Eustatiusa                | 3 februar 1781                         | Sint Eustatius                                 | Britanska zmaga |        |
| Bitka pri Summerfieldu                  | 12 februar 1781                        | Severna Karolina                               | Patriotska zmaga |        |
| Bitka pri Harts Millu                   | 17 februar 1781                        | Severna Karolina                               | Ameriška zmaga |        |
| Pyleov pokol                            | 24 februar 1781                        | Severna Karolina                               | Ameriška zmaga |        |
| Bitka pri Wetzell's Mill                | 6 marec 1781                           | Severna Karolina                               | Britanska zmaga |        |
| Obleganje Pensacole                     | 9. marec-8. maj 1781                   | Zahodna Florida                                | Ameriško-španska zmaga |        |
| Bitka pri Guilford Court House          | 15 marec 1781                          | Severna Karolina                               | Britanska zmaga |        |
| Bitka pri Cape Henryju                  | 16 marec 1781                          | Virginija                                      | Britanska strateška zmaga, taktično neodločena |        |
| Spopad pri Waters Creeku                | 18 marec 1781                          | Virginija                                      | Ameriška zmaga |        |
| Obleganje Fort Watsona                  | 15.–23. april 1781                     | Južna Karolina                                 | Ameriška zmaga |        |
| Bitka pri Porto Prayi                   | 15 april 1781                          | Zelenortski otoki                              | Neodločeno |        |
| Bitka pri Blandfordu                    | 25 april 1781                          | Virginija                                      | Britanska zmaga |        |
| Bitka pri Hobkirk's Hillu               | 25 april 1781                          | Južna Karolina                                 | Britanska zmaga |        |
| Bitka pri Fort Royalu                   | 29 april 1781                          | Martinik                                       | Francoska zmaga |        |
| Akcija 1. maja 1781                     | 1 maj 1781                             | Francija                                       | Britanska zmaga |        |
| Bitka pri Fort Motte                    | 8.–12. maj 1781                        | Južna Karolina                                 | Ameriška zmaga |        |
| Bitka pri Pine's Bridge                 | 14. maj 1781                           | New York                                       | Lojalistična zmaga |        |
| Bitka pri Portevent's Millu             | 16. maj 1781                           | Severna Karolina                               | Ameriška zmaga |        |
| Obleganje Auguste                       | 22. maj-6. junij 1781                  | Georgia                                        | Ameriška zmaga |        |
| Obleganje Ninety-Six                    | 22. maj-18. junij 1781                 | Južna Karolina                                 | Britanska zmaga |        |
| Invazija na Tobago                      | 24. maj-2. junij 1781                  | Tobago                                         | Francoska zmaga |        |
| Akcija 30. maja 1781                    | 30 maj 1781                            | Berberska obala                                | Britanska zmaga |        |
| Bitka pri Spencer's Ordinary            | 26 junij 1781                          | Virginija                                      | Britanska zmaga |        |
| Franciscov boj                          | julij 1781                             | Virginija                                      | Ameriška zmaga |        |
| Bitka pri Green Springu                 | 6 julij 1781                           | Virginija                                      | Britanska zmaga |        |
| Pomorska bitka pri Louisbourgu          | 21 julij 1781                          | Nova Škotska                                   | Francosko-ameriška zmaga |        |
| Bitka pri Dogger Banku                  | 5 avgust 1781                          | Severno morje                                  | Britanska zmaga |        |
| Invazija na Minorco                     | 19. avgust 1781 – 5. februar 1782      | Minorca                                        | Francosko-španska zmaga |        |
| Lochryjev poraz                         | 24 avgust 1781                         | Quebec                                         | Britansko-irokeška zmaga |        |
| Bitka pri Elizabethtownu                | 27 avgust 1781                         | Severna Karolina                               | Ameriška zmaga |        |
| Bitka pri Chesapeaku                    | 5 september 1781                       | Virginija                                      | Francoska zmaga |        |
| Bitka pri Groton Heights                | 6 september 1781                       | Connecticut                                    | Britanska zmaga |        |
| Bitka pri Eutaw Springs                 | 8 september 1781                       | Južna Karolina                                 | Britanska zmaga |        |
| Bitka pri Lindley's Mill                | 13 september 1781                      | Severna Karolina                               | Ameriška zmaga |        |
| Pokol Long Run                          | 13 september 1781                      | Virginija                                      | Britansko-irokeška zmaga |        |
| Bitka pri Yorktownu                     | 28. september-19. oktober 1781         | Virginija                                      | Francosko-ameriška zmaga: Cornwallis preda celotno svojo vojsko več kot 7.000 mož; pobeg blokira francoska mornarica. Zadnja večja kopenska bitka vojne.                                                                                               |        |
| Bitka pri Fort Slongo                   | 3 oktober 1781                         | New York                                       | Ameriška zmaga |        |
| Bitka pri Raft Swamp                    | 15 oktober 1781                        | Severna Karolina                               | Ameriška zmaga |        |
| Bitka pri Johnstownu                    | 25 oktober 1781                        | New York                                       | Ameriška zmaga |        |
| Druga bitka pri Ushantu                 | 12 december 1781                       | Biskajski zaliv                                | Britanska zmaga |        |
| Bitka pri Videau's Bridge               | 2 januar 1782                          | Južna Karolina                                 | Britanska zmaga |        |
| Obleganje Brimstone Hilla               | 11. januar-13. februar 1782            | St. Christopher                                | Francosko-ameriška zmaga |        |
| Akcija 15. januarja 1782                | 15. januar 1782                        | Jamajka                                        | Britanska zmaga |        |
| Zavzetje Demerare in Essequiba          | 22. januar-5. februar 1782             | Demerara in Essequibo                          | Francosko-ameriška zmaga |        |
| Bitka pri Saint Kittsu                  | 25.–26. januar 1782                    | St. Christopher                                | Britanska zmaga |        |
| Zavzetje Montserrata                    | 22 februar 1782                        | Montserrat                                     | Francoska zmaga |        |
| Bitka pri Wambawu                       | 24 februar 1782                        | Južna Karolina                                 | Britanska zmaga |        |
| Pokol pri Gnadenhütten                  | 8 marec 1782                           | Ohio                                           | |        |
| Bitka pri Roatánu                       | 16 marec 1782                          | Gvatemala                                      | Ameriško-španska zmaga |        |
| Akcija 16. marca 1782                   | 16 marec 1782                          | Gibraltarska ožina                             | Britanska zmaga |        |
| Bitka pri Little Mountain               | 22 marec 1782                          | Virginija                                      | Britansko-irokeška zmaga |        |
| Bitka pri zalivu Delaware               | 8 april 1782                           | New Jersey                                     | Ameriška zmaga |        |
| Bitka pri Saintesu                      | 9.–12. april 1782                      | Dominika                                       | Britanska zmaga |        |
| Bitka pri Black Riverju                 | april–avgust 1782                      | Gvatemala                                      | Britanska zmaga |        |
| Bitka pri Mona Passage                  | 19 april 1782                          | Mona passage                                   | Britanska zmaga |        |
| Akcija 20.–21. aprila 1782              | 20.–21. april 1782                     | Biskajski zaliv                                | Britanska zmaga |        |
| Zavzetje Bahamov                        | 6 maj 1782                             | Bahami                                         | Patriotsko - španska zmaga |        |
| Crawfordova ekspedicija                 | 25. maj-12. junij 1782                 | Quebec                                         | Britansko-irokeška zmaga |        |
| Pomorska bitka pri Halifaxu             | 28.–29. maj 1782                       | Nova Škotska                                   | Britanska zmaga |        |
| Napad na Chester                        | 30 junij 1782                          | Nova Škotska                                   | Britanska zmaga |        |
| Napad na Lunenburg                      | 1 julij 1782                           | Nova Škotska                                   | Ameriška zmaga |        |
| Ekspedicija v Hudsonov zaliv            | 8 avgust 1782                          | Rupertova dežela                               | Francosko-ameriška zmaga |        |
| Obleganje Bryan Station                 | 15.–17. avgust 1782                    | Virginija                                      | Ameriška zmaga |        |
| Bitka pri Blue Licks                    | 19 avgust 1782                         | Virginija                                      | Britansko-irokeška zmaga |        |
| Bitka pri reki Combahee                 | 27 avgust 1782                         | Južna Karolina                                 | Britanska zmaga |        |
| Akcija 4. septembra 1782                | 4 september 1782                       | Francija                                       | Britanska zmaga |        |
| Akcija 5. septembra 1782                | 5 september 1782                       | Long Island                                    | Neodločeno |        |
| Obleganje Fort Henry (1782)             | 11.–13. september 1782                 | Virginija                                      | Ameriška zmaga |        |
| Veliki napad na Gibraltar               | 13 september 1782                      | Gibraltar                                      | Britanska zmaga |        |
| Akcija 15. septembra 1782               | 15 september 1782                      | Zaliv Delaware                                 | Britanska zmaga |        |
| Akcija 18. oktobra 1782                 | 18 oktober 1782                        | Hispaniola                                     | Britanska zmaga |        |
| Bitka pri otoku James                   | 14 november 1782                       | Južna Karolina                                 | Britanska zmaga |        |
| Akcija 6. decembra 1782                 | 6 december 1782                        | Martinik                                       | Britanska zmaga |        |
| Bitka pri rtu Delaware                  | 20.-21. december 1782                  | Cape May                                       | Britanska zmaga |        |
| Bitka pri Cedar Bridge                  | 27 december 1782                       | New Jersey                                     | |        |
| Akcija 2. januarja 1783                 | 2 januar 1783                          | Hispaniola                                     | Neodločeno |        |
| Pomorska bitka 22. januarja 1783        | 22 januar 1783                         | Virginija                                      | Britanska zmaga |        |
| Akcija 15. februarja 1783               | 15 februar 1783                        | Guadeloupe                                     | Britanska zmaga |        |
| Akcija 17. februarja 1783               | 17 februar 1783                        | Kuba                                           | Britanska zmaga |        |
| Ponovno zavzetje Bahamov                | 14.–18. april 1783                     | Bahami                                         | Britanska zmaga |        |
| Colbertov napad                         | 17 april 1783                          | Louisiana (današnji Arkansas)                  | Španska zmaga |        |